# Топонимия Чехии

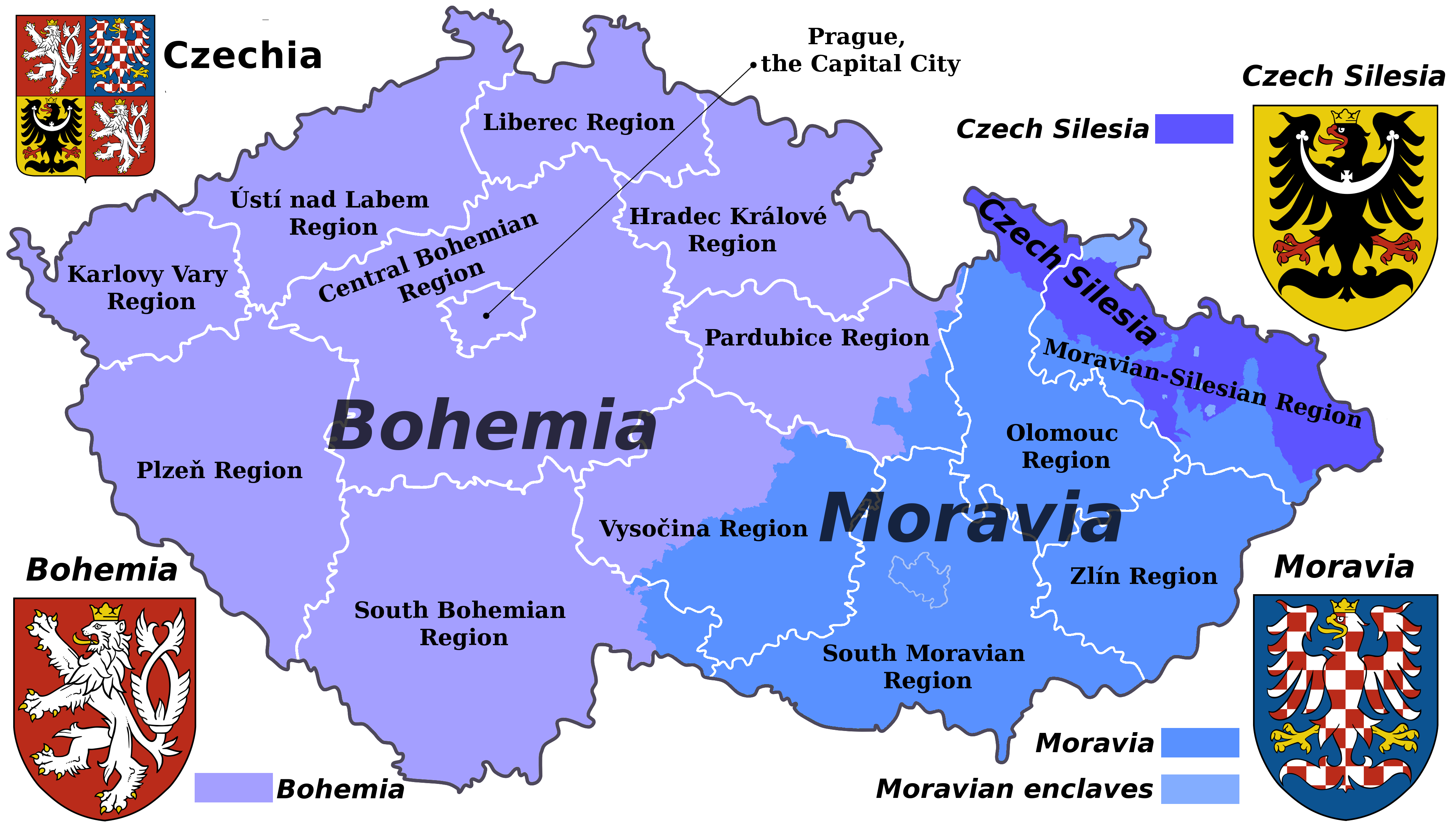
Административное деление Чехии

Топонимия Чехии — совокупность географических названий, включающая наименования природных и культурных объектов на территории Чехии. Структура и состав топонимии страны обусловлены её географическим положением, этническим составом населения и богатой историей.

## Название страны
Название страны происходит от этнонима славянского племени чехов, известного с V века. В свою очередь, этноним «чех» образован при помощи уменьшительного форманта *-xъ от праслав. *čel-, отражённого в словах *čelověkъ и *čelędь, то есть внутренняя форма этого слова — «член рода».
В римских источниках I в. н. э. территория упоминается как «Боигем» (Boiohaemum) — «страна бойев» (бойи — кельтское племя), откуда произошло название «Богемия».
Официальное название страны — Чешская Республика (аббревиатура — ЧР, чеш. Česká republika).

## Формирование и состав топонимии
В. Н. Басик характеризует топонимию Чехии как славянскую с древними кельтскими и более поздними германскими элементами. В. А. Жучкевич выделяет на территории Чехии 2 основных топонимических региона:
- пограничные с Германией территории с названиями, употреблявшимися и на чешском, и на немецком языках (например, Рудные горы (нем. Erzgebirge, на территории Чехии Крушне-Гори чеш. Krušné hory) и др.);
- области Центральной Чехии и Моравии с коренными чешскими названиями и весьма незначительными иноязычными элементами[4].

В силу исторических причин в топонимии Чехии заметна немецкая ассимиляция. Ещё в годы Австро-Венгерской империи многие чешские и словацкие названия часто передавались на картах и в документах в немецком чтении, но эти названия не принимались славянским населением. Соотношения немецкоязычных и славянских топонимов в граничащих с Германией частях Чехии достаточно сложны. В топонимии пограничья отражаются тесные языковые контакты населения обеих национальностей. В XVIII—XIX веках немецкие местные названия часто заимствовались из чешского языка, но иногда названия создавались в обоих языках независимо друг от друга. В подобных случаях в немецком языке нередко названия были образованы от имени основателя или владельца поселения, тогда как в чешском источником служили прежде всего природные характеристики объекта, например Остров (чеш. Ostrov, нем. Schlackenwerth), чешское Гнатница и немецкое Фридрихсвальд и др.. Большинство древних немецких топонимов, предположительно, являются кальками с оригинальных чешских.
Оронимия Чехии представлена в основном Судетами, где находится высочайшая точка страны — гора Снежка. Название «Судеты» происходит от Sudeti montes, латинизированного названия Soudeta ore, использованного Птолемеем в своей «Географии» (ок. 150 г. н. э.) для горного хребта на территории современной Чехии. Нет единого мнения о том, какие горы имел в виду Птолемей, это могли быть и Рудные горы, или даже Богемский лес. Современные Судеты, вероятно, именовались Птолемеем горами Аскибургион. Что касается этимологии названия части Судет «Крконоше» (чеш. Krkonoše, нем. Riesengebirge), в отечественной топонимике оно объясняется праиндоевропейской основой «вершина с каменистыми склонами», имеющей корни в балканской топонимии. Некоторые авторы считают, что происхождение названия от составляющего krk/krak — стланник, криволесье и noše — носить, то есть «горы несущие на склонах криволесье» представляется менее надёжной. Некоторые учёные проводят название с карпатским хребтом Горганы. В чешской и западной топонимике название «Крконоше» тоже ассоциируется со славянскими корнями, но есть и сторонники кельтского или германского происхождения. Например, лингвист Й.Юнгман полагал, что название данных гор схоже с кельтскими названиями Корконти, Корконтой, ссылаясь опять же на Птолемея, но данные названия Птолемей мог относить в целом к верховьям Вислы или общего названия гор Бескиды.
Большинство гидронимов Чехии имеет славянское происхождение и по возрасту они старше ойконимов. Так, название крупнейшей реки страны — Влтава (чеш. Vltava) произошло от старогерманского Wilth-ahwa («Дикая вода»). Название Лаба (чеш. Labe, на территории Германии — Эльба) могло произойти из индоевропейского языка от слова «албо» (белый, светлый), либо из латыни от слова «альбис» (светлый) или из галльского от слова «альбис» (белая вода). Гидроним Огрже	(чеш. Ohře, на территории Германии — Эгер нем. Eger) происходит от кельтского Агера — «текучая вода»; Морава (чеш. и словац. Morava, нем. March) — по мнению В. И. Георгиева, название реки — индоевропейского (вероятно фракийского) происхождения и родственно лат. mare «море», рус. море, др.-англ. merisc «болото», нем. Marsch «топь, болотистое место» и др.; Бероунка — название упоминается с XVII века, когда участок реки получил название от имения Бероун.
Этимология ойконимов крупнейших городов:
- Прага — ойконим связывают с чешским словом «prah» (порог)[15][16], при этом подразумевается «речной порог», которых в пределах Праги несколько. Народная этимология выводит название из легенды о княжне Либуше, которая отправила слуг в лес, которые там нашли человека, тесавшего порог дома, отсюда название Прага[17];
- Брно — о происхождении названия города имеется несколько версий. Согласно первой, название происходит от славянского глагола «брнити» (оборонять, укреплять)[18][19][20][21]; согласно другой — от слова «холм»; согласно третьей — это искажённое название кельтского городища Эбуродунон;
- Острава — название от гидронима реки Острава (ныне Остравице); гидроним от славянского ostr — «быстрое, стремительное течение». Для отличия от одноимённых селений город длительное время назывался Моравска-Острава (находится в исторической области Моравия). До 1918 года также немецкое название Мериш-Острау (нем. Mährisch Ostrau)[22];
- Пльзень — название известно с XIII века как Plzeň. Допускается образование или от предполагаемого личного имени Plzen, или от plzeň «оползень». До 1918 года также немецкое название Пильзен (нем. Pilzen)[23];
- Либерец — от немецкого Рейхенберг (нем. Reychinberch) — «богатый город», в просторечии Риберк; в чешской речи произошла диссимиляция: первое из двух «р» сменено на «л» — Либерк, в местном падеже Либерце, из этого выведен именительный падеж Либерец[24];
- Градец-Кралове — первоначальное название одного из старейших поселений Чехии было Градец («замок»); вторая часть — Кралове («королевы») добавилась, когда город стал приданым королевы-консорта Эльжбеты Рыксы (1286—1335), которая была женой двух чешских королей — Вацлава II, а затем Рудольфа I Габсбургского;
- Ческе-Будеёвице — название от личного имени Budivoj со сложным притяжательным суффиксом -ovice, то есть «селение Будивоя». В XVI веке для отличия от одноимённого селения в Моравии в название включено определение «чешский» — чеш. České Budějovice. До 1918 года также немецкое название Будвайс (нем. Budweis)[2].

## Топонимическая политика
Согласно данным Группы экспертов ООН по географическим названиям (ГЭГНООН), топонимической политикой Чехии ведает Комиссия по географическим названиям, созданная в 2001 году.